# Okenia academica
Okenia academica is een slakkensoort uit de familie van de Goniodorididae. De wetenschappelijke naam van de soort is voor het eerst geldig gepubliceerd in 2004 door Camacho-Garcia & Gosliner.